# Cosmorhoe suffumata
Cosmorhoe suffumata là một loài bướm đêm trong họ Geometridae.